# Església monolítica

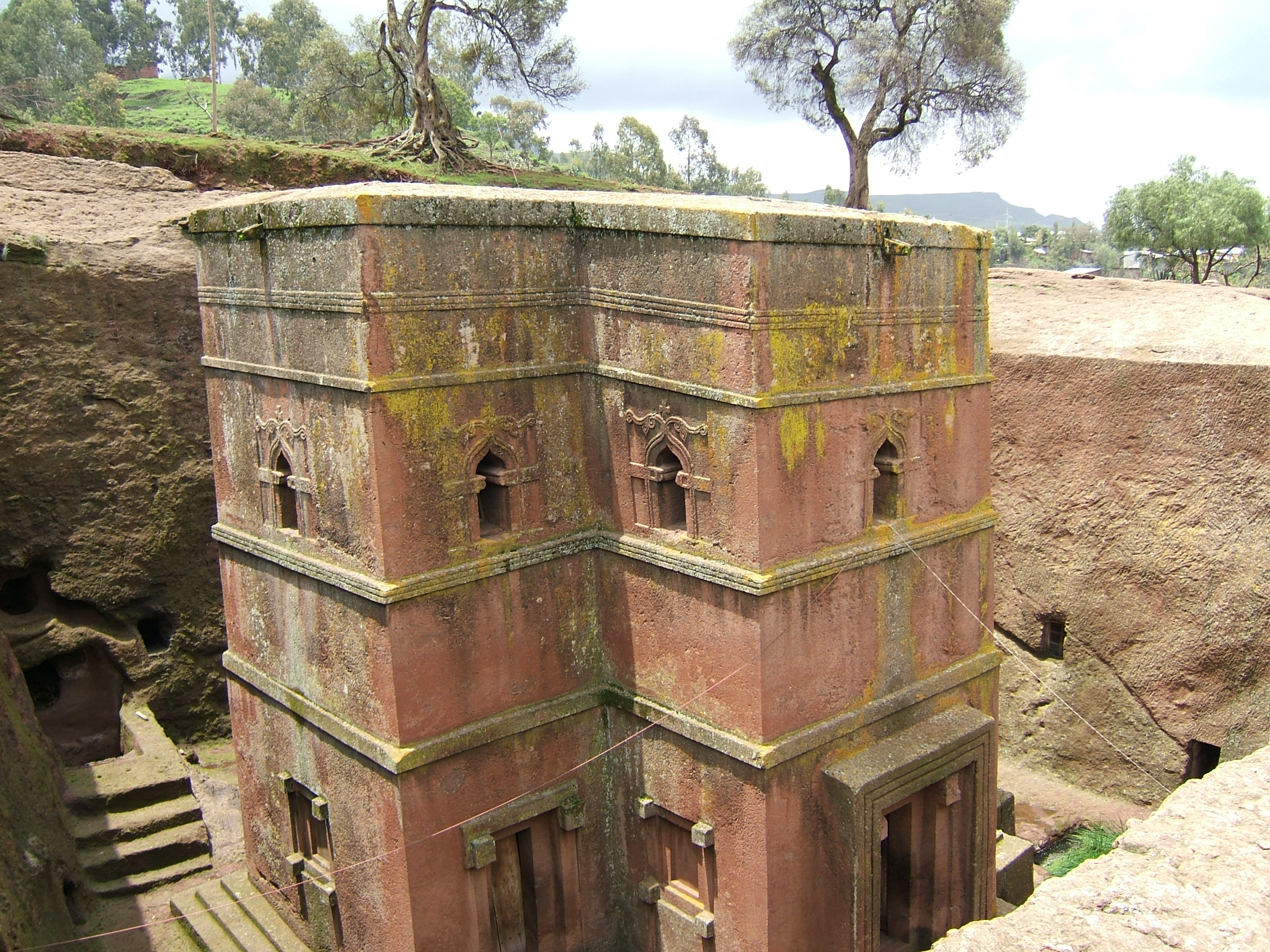
Beta Giyorgis (Església de Sant Jordi), Lalibela, Etiòpia

Una església monolítica o església rupestre és una església feta d'una sola peça o bé d'un únic bloc de pedra. És una de les formes més bàsiques d'arquitectura monolítica.
Solen estar excavades en el sòl o en la cara d'un pujol o turó, i quant a la seua complexitat constructiva són comparables a les construccions edificades.

## Lalibela
Hi ha un conjunt d'11 esglésies a Lalibela, Etiòpia (suposadament creades al segle xii), de les quals, la més famosa és l'església de Sant Jordi (Beta Giyorgis) i té forma de creu. La construí el rei Lalibela, que en el seu moment era cristià. Aquesta església rupestre és un centre de recerca per a arqueòlegs i historiadors que estudien l'antiga civilització. Lalibela és un dels llocs més bells del món declarats Patrimoni de la Humanitat per la Unesco.
Les onze esglésies monolítiques del segle xii, també denominades Nou Jerusalem, se situen en una zona muntanyenca al cor d'Etiòpia, a prop d'un llogaret tradicional amb cases de forma circular. Lalibela és un indret de referència per a la cristiandat etíop, i encara hui és un lloc de peregrinació.
Altres esglésies (a part de Lalibela) al nord d'Etiòpia també s'excavaren a la roca durant la dinastia Zagüe, sobretot a la zona de Tigre, on l'autor Abba Teweldemedhin Yosief (en la seua obra Les esglésies monolítiques de Tigre) en comptabilitzà més de 120, i tres quartes parts d'aquestes continuen en ús.

## Altres esglésies

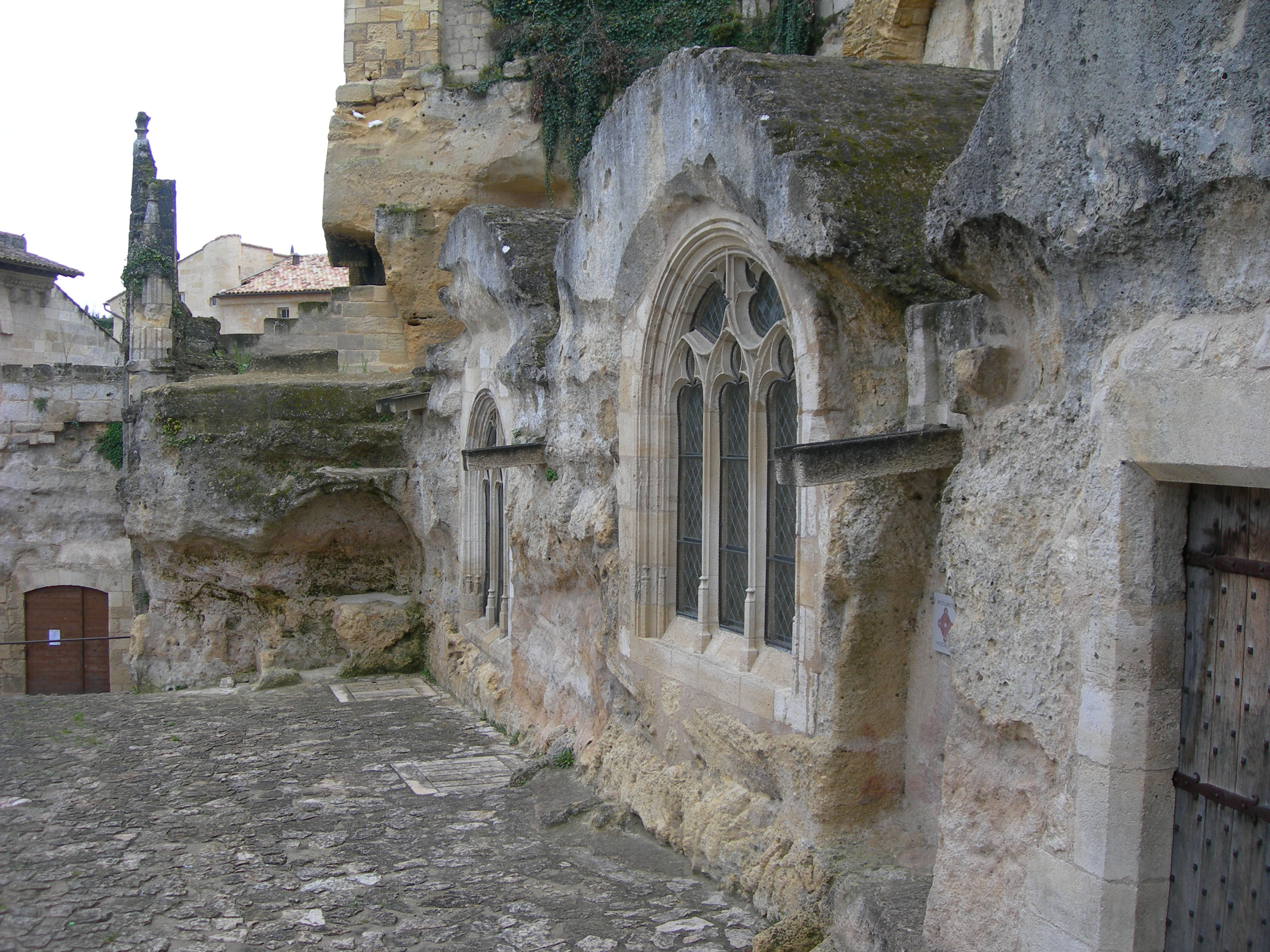
Detall de l'església monolítica de Saint-Émilion

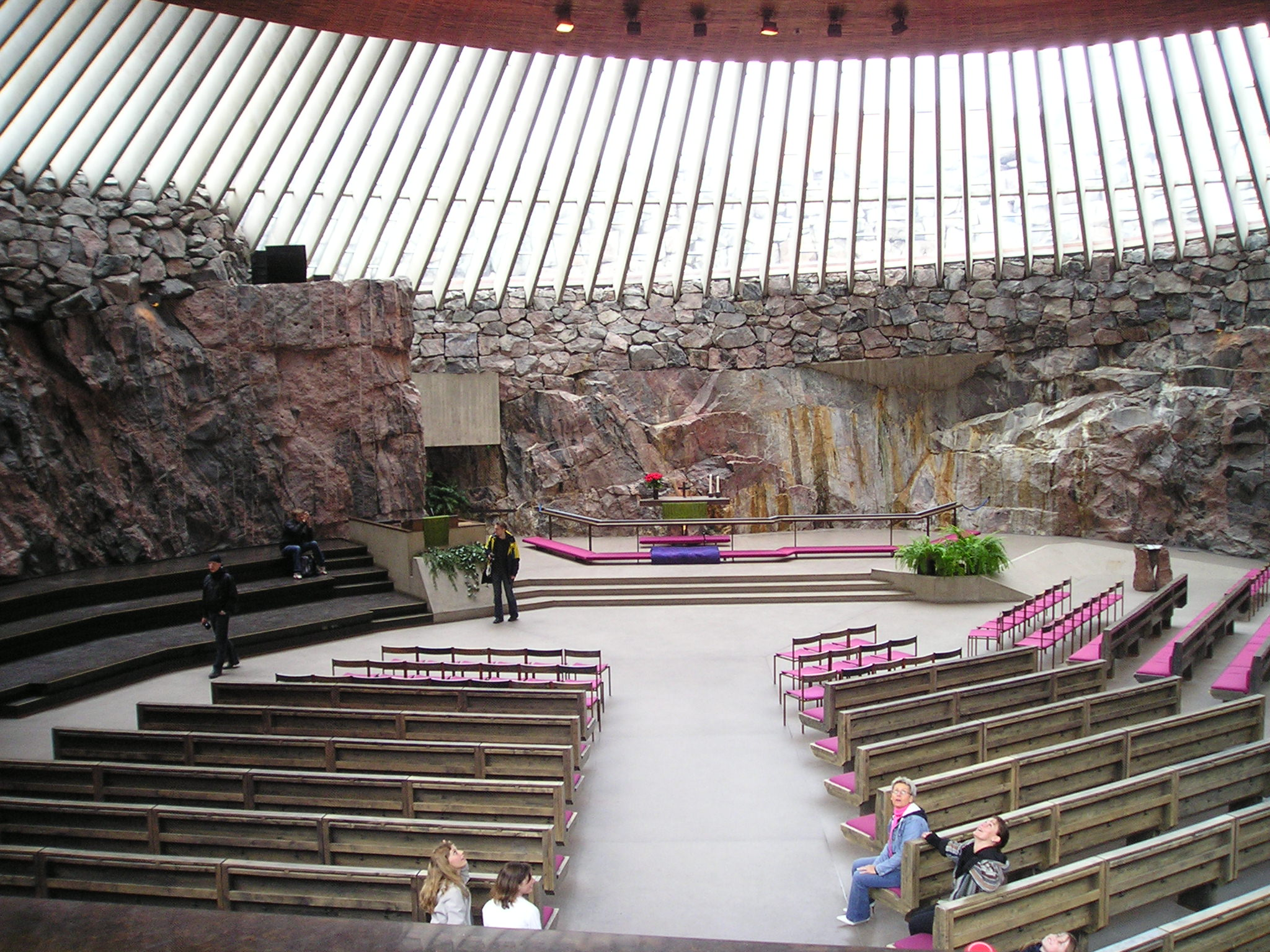
Temppeliaukio, església a Hèlsinki

Hi ha un cert nombre d'esglésies monolítiques en altres llocs del món. Cap, però, no té les parets exteriors exemptes com a Lalibela i semblen més monestirs rupestres, consistents en túnels construïts a la roca. Com ara:
- Les esglésies rupestres d'Ivànovo, Bulgària, a prop de Russe.
- Església a Aubatèrra, estat francés.
- Esglésies rupestres a Valderredible a Cantàbria, península Ibèrica.
- Església a Sent Milion, estat francés.
- Església de Temppeliaukio, a Hèlsinki, Finlàndia.
- Les esglésies rocoses de Capadòcia, Turquia, que en són més d'un miler i moltes en tenen extraordinaris exemples de pintures murals romanes d'Orient que representen tant el classicisme acadèmic de l'art romà d'Orient com l'estil popular arcaic.